# Christophe Massin
Pour les articles homonymes, voir Massin.
Christophe Massin, né le 30 août 1953 est un psychiatre français. 

## Biographie
À l'occasion d'un séjour en Inde en 1974, il rencontre Kangyur Rinpoché peu avant sa mort. À son retour en France, il contacte Arnaud Desjardins, envisageant une approche psychologique et spirituelle. Il poursuit ses études de médecine et de Chinois à l'Institut national des langues et civilisations orientales, et effectue des séjours au Bost (Dhagpo Kundreul Ling). Il retourne en Inde où il rencontre Mâ Anandamayi et des maîtres tibétains, jusqu'à la disparition de Mâ en 1982. À l'issue de ses études de médecine, il se spécialise en psychiatrie et passe l'internat correspondant à la faculté de médecine de Cochin Port-Royal. Son mémoire, sous la direction de Pierre Deniker de l'hôpital Sainte-Anne, intitulé Aspects psychologiques et psychothérapiques du système métaphysique Advaita vedanta hindou, porte sur les aspects psychologiques du Vedanta hindou et de l'enseignement de Swâmi Prajnânpad.
Sa thèse, soutenue en 1977, porte sur la médecine tibétaine. Entre 1979 et 1980, il est médecin à l'ambassade de France à Pékin, qui l’envoie en mission d'étude sur la santé au Tibet en mai 1980. En janvier 1981, il se rend en voyage à Dharamsala auprès du dalaï-lama où il reçoit un complément d'information. En 1982, il publie un ouvrage sur la médecine tibétaine.
En 2014, son ouvrage Souffrir ou aimer. Transformer l’émotion est couronné du Prix Psychologies-Fnac.
Il est l'époux de Muriel Massin, la fille d'Arnaud Desjardins.